# Viscri
Viscri (deutsch Deutsch-Weisskirch, siebenbürgisch-sächsisch Weisskirich, ungarisch Szászfehéregyháza) ist ein Dorf im Kreis Brașov in der Region Siebenbürgen in Rumänien. Das Dorf zählte zwischen dem 18. und 20. Jahrhundert etwa 700 Einwohner, hauptsächlich Siebenbürger Sachsen und zeichnet die von sächsischen Höfen geprägte Dorfstruktur aus.

## Geographische Lage

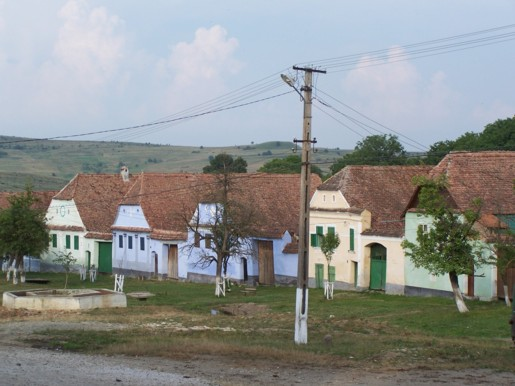
Siebenbürger-Sächsische Höfe in Viscri

Viscri liegt von der Nationalstraße 13 kommend, an der asphaltierten Kreisstraße (Drum județean) DJ104L acht Kilometer südöstlich von Bunești (Bodendorf), oder 16 Kilometer nordwestlich von der Kleinstadt Rupea (Reps) entfernt. Der abgelegenen Lage zufolge gibt es in Viscri fast keine Neubauten und nur wenig Autoverkehr, somit hat sich die Siedlungsstruktur bis heute kaum verändert.
Das Dorf mit seinen sächsischen Bauernhöfen stellt ein Musterbeispiel eines sächsischen Dorfes mit Kirchenburg dar. Das geschlossene Ortsbild ist in seiner Art nur noch selten in Siebenbürgen anzutreffen. Die ehemalige Langgasse von etwa 1 km Länge und die beiden zur Kirchenburg abzweigenden Gassen (Kirchgasse und Neugasse) sind mit sächsischen Höfen bebaut. Meist zeigen die Giebelfassaden der Wohnhäuser und auch die Toreinfahrten zur Straßenseite. Nach hinten haben die regelmäßig angeordneten Bauernhöfe zuerst Stallgebäude sowie zur Rückseite hin abschließend große Scheunen. An beiden Ortsenden findet man die Häuser der Rumänen, die im Baustil ähnlich, aber meist etwas kleiner sind und mit einem Kreuz an der Fassade verziert wurden.

## Geschichte

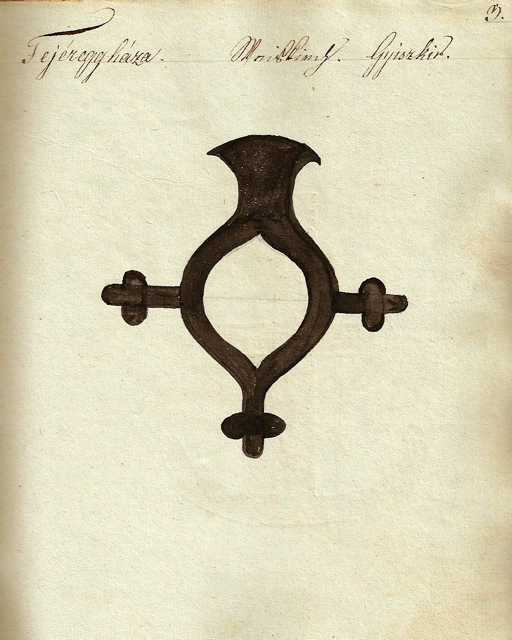
Viehbrandzeichen von Viscri/Deutsch-Weisskirch

Der Ort wurde Ende des 12. Jahrhunderts von Siebenbürger Sachsen gegründet und ist 1185 erstmals urkundlich erwähnt worden.
Nach ihrer Abwanderung nach Deutschland ab Ende der 1980er Jahre lebten in Viscri 2009 noch 36 Siebenbürger Sachsen.
Die heute rund 450 Dorfbewohner sind hauptsächlich Rumänen und Roma, seltener Ungarn. Die Geschichte des Dorfes hat durch den „Exodus“ von 1989/90 eine bedeutende Zäsur erfahren. Die Epoche der Siebenbürger Sachsen neigt sich dem Ende zu. Die meist rumänische Bevölkerung prägt das Dorf auf ihre Weise, bemüht sich aber, das Bild und den Charakter des Dorfes aufrechtzuerhalten. Trotz der für viele Dorfbewohner problematischen wirtschaftlichen Lage ist der größere Teil der Häuser gepflegt und viele der sächsischen Höfe werden bis heute bewirtschaftet und instand gehalten. Im Dorf gibt es drei Läden, eine Schule, ein Postamt sowie eine Gesundheitsstation.
In den letzten Jahren – besonders seit der Aufnahme in die Liste des Weltkulturerbes 1999 – hat der Tourismus nach Viscri zugenommen und bildet eine zusätzliche Einnahmequelle für die Bevölkerung Viscris. Es gibt auch Zuzüge westlicher (z. T. deutscher) Ausländer. Viscri gehört zum Repser Land, liegt auf ca. 550–700 m Höhe und ist von Hügelland, Wiesen und Wäldern umgeben, wo unter anderem auch Bären und Wölfe leben.

## Kirchenburg

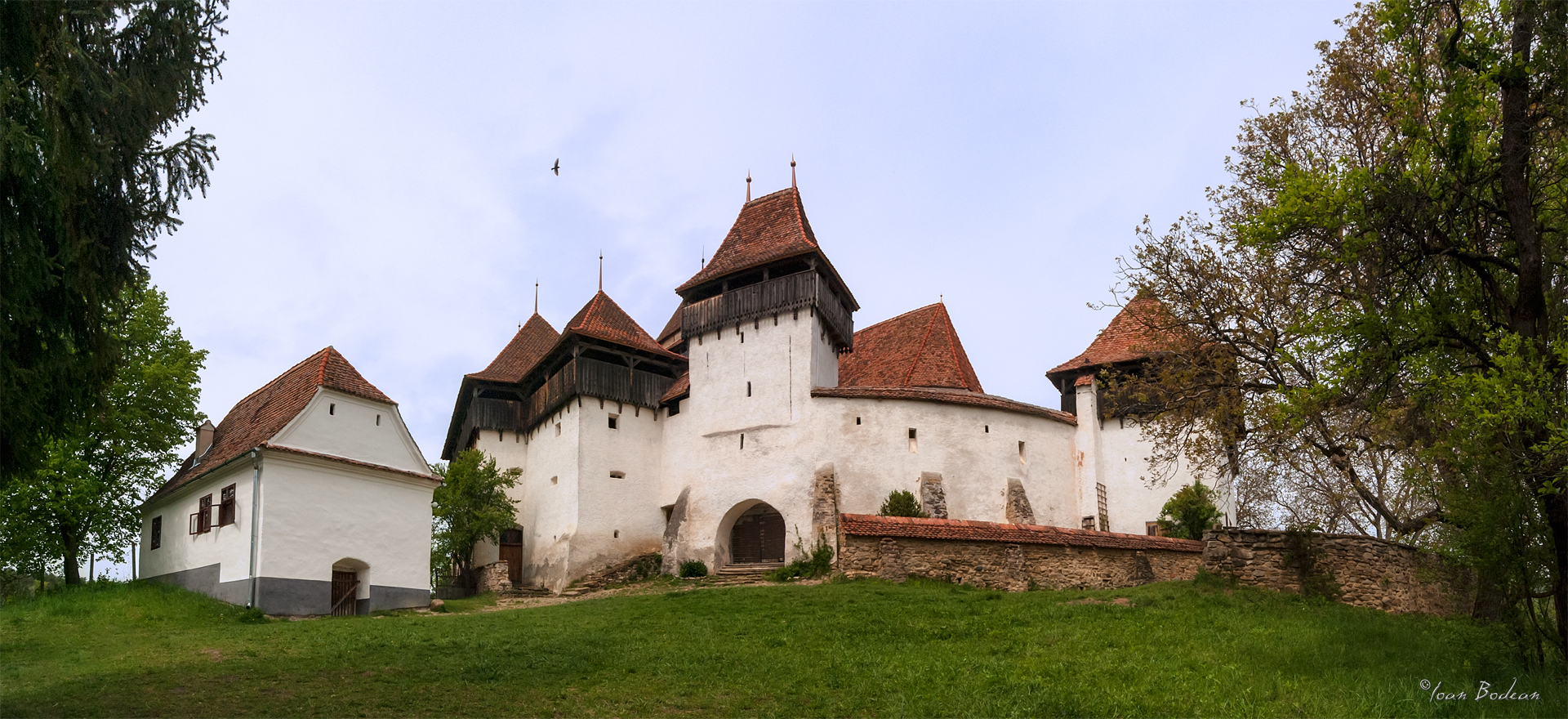
Kirchenburg in Viscri

Am nordwestlichen Ende des Dorfes steht die Kirchenburg. Im 12. Jahrhundert errichteten hier noch vor den deutschen Siedlern Szekler eine kleine romanische Saalkirche. Im 13. Jahrhundert erfolgte ein Ausbau. Nach den ersten Türkeneinfällen wurde die Kirche im 14. Jahrhundert befestigt und ein Wehrring mit Wehrtürmen errichtet.
Das Ortsbild von Viscri wird maßgeblich von der alles überragenden Burganlage mit den insgesamt sechs Wehrtürmen geprägt. Die gedrungene Anlage wird dominiert von einem mit der Kirche verbundenen Wehrturm mit pyramidenförmigem Dach. In die Burgmauer wurden neben den Wehrtürmen auch Wohn- und Vorratsräume integriert.
Im 16. Jahrhundert erhielt die Kirchenburg durch verschiedene Umbauten ihre heutige Gestalt. Die Kirchenburg wurde niemals von Feinden eingenommen.
- Google Maps

## UNESCO-Weltkulturerbe

UNESCO

Die Kirchenburg und der Dorfkern wurden 1999 in die Liste des Weltkulturerbes der UNESCO aufgenommen. Neben Viscri stehen auch die Kirchenburgen in Biertan (Birthälm), Prejmer (Tartlau), Dârjiu (Ders/Székelyderzs), Saschiz (Keisd), Câlnic (Kelling) und Valea Viilor (Wurmloch) auf der Liste des Weltkulturerbes.
Zudem bemüht sich die Londoner Mihai-Eminescu-Stiftung um die Erhaltung der Kirchenburg und der Bausubstanz des Dorfes. Prinz Charles hat Viscri bereits mehrfach besucht, um die Arbeit der Stiftung zu unterstützen. Die Deutsche Stiftung Welterbe, eine Stiftung der Welterbestädte Stralsund und Wismar, beschloss im Herbst 2004 – in Zusammenarbeit mit der Organisation GAIA Heritage aus Frankreich und dem rumänischen Mihai-Eminescu-Trust – die Unterstützung eines Pilotprojektes in Viscri mit dem Ziel, die traditionelle Struktur der Dorfstraße wiederherzustellen.

## Persönlichkeiten
- Erich Markel (1920–1999), Jurist und Hochschullehrer
- Michael Markel (* 1937), Literaturwissenschaftler[3]

## Weitere Besonderheiten Viscris
Viscri ist außerdem bekannt für die Initiative „Socken aus Viscri“, ein Selbsthilfeprojekt des Dorfes. Die Wolle für die Socken, die hauptsächlich nach Deutschland verkauft werden, wird in einer von der Fraueninitiative organisierten Spinnerei hergestellt.

## Verschiedenes
Die Handlung des 16. Bandes der Kinderbuchreihe Der Kleine Vampir spielt überwiegend dort. Die Familie von Schlotterstein wohnt nach ihrer Heimkehr nach Transsylvanien im Keller der Kirchenburg. Im Buch benutzen die Vampire auch oft die Bezeichnung „Schwarzgruft“ für Weißkirch.